# Humble Bundle
Humble Bundle è un sito per la distribuzione digitale di raccolte di videogiochi, app, programmi, album musicali o ebooks vendute e distribuite online ad un prezzo stabilito dell'acquirente. Le raccolte sono solitamente offerte in periodi più o meno regolari, della durata di due settimane; sebbene spesso, dopo qualche giorno dall'inizio del periodo di vendita, vengano aggiunti giochi o materiale bonus per coloro che hanno già acquistato la raccolta o che decidono di pagare un prezzo superiore a quello medio.
Le prime raccolte consistevano di videogiochi indipendenti multipiattaforma forniti senza DRM, mentre le più recenti comprendevano anche videogiochi prodotti da sviluppatori affermati e note case videoludiche. Il ricavato delle vendite è suddiviso fra gli sviluppatori dei videogiochi, l'associazione che gestisce gli Humble Bundle, e una o più associazioni di beneficenza, tra cui Child's Play, l'Electronic Frontier Foundation, Charity: Water, la Croce Rossa Americana, WaterAid, Action Against Hunger, WWF, Save the Children, Wikimedia Foundation e molte altre. All'acquirente è lasciata la possibilità di scegliere la percentuale di guadagno tra questi gruppi.
Il primo Humble Bundle fu organizzato e gestito da Wolfire Games. A cominciare dalla seconda edizione venne creata la Humble Bundle, Inc., società con l'unico scopo di gestire le omonime raccolte-eventi, con sede a San Francisco e 50 impiegati. Molti di esse hanno avuto introiti per più di un milione di dollari: le raccolte finora vendute, ad ottobre 2015 hanno ricavato in totale più di 100 milioni di dollari. L'approccio proposto dagli Humble Bundle ha dato vita a simili tentativi di offerte "paga quello che vuoi" per titoli poco conosciuti, tra cui Indie Gala e Indie Royale.

## Origini
L'idea del Bundle venne da Jeff Rosen di Wolfire Games.
Rosen racconta di come l'ispirazione venne osservando simili offerte di raccolte giochi nella piattaforma Steam
Rosen notò come offerte del genere erano soggetto di diffusione virale su internet, grazie al passa parola.
L'inspirazione venne anche da una precedente offerta "paga quello che vuoi" per World of Goo, che si tenne in occasione del primo anniversario del gioco; più di 57 000 copie dello stesso vennero vendute durante l'offerta, generando più di 117 000 dollari. Rosen era in questo momento a contatto con altri sviluppatori di videogiochi indipendenti, quali suo fratello David, game tester di Penumbra, il compositore della stessa serie Mikko Tarmia, Ron Carmel di 2D Boy e altri. Grazie a queste conoscenze Rosen fu in grado di preparare la raccolta, usurfruendo dei sistemi di vendita offerto da PayPal, Amazon e Google Checkout per minimizzare i costi delle transazioni e della distribuzione.
Sebbene generare un sufficiente passaparola sarebbe stato un elemento chiave per il potenziale successo dell'Humble Bundle, Rosen capì inoltre che l'acquisto della raccolta doveva essere semplice, l'inclusione di procedure quali registrazione di un account o l'utilizzo di un client per il download avrebbero fatto diminuire le vendite.
Rosen incluse anche organizzazioni di beneficenza nel Bundle, consentendo agli acquirenti di scegliere come distribuire i fondi tra le stesse e gli sviluppatori. Rosen scelse Child's Play perché la considerò una buona causa, portando videogiochi ai bambini in ospedale ed aiutando a combattere lo stigma attorno ai videogiochi, mentre scelse la Electronic Frontier Foundation per supportare la loro presa di posizione anti DRM.
La modalità "Paga quello che vuoi" consentiva agli utenti di dare anche tutti i fondi alle organizzazioni, ma Rosen anticipò che non sarebbe stato un problema e che comunque avrebbe considerato la cosa un successo. Rosen e John Graham di Wolfire diedero supporto tecnico durante la vendita, gestendo migliaia di richieste attraverso sessioni notturne di email e chat.
Nell'aprile 2011 fu annunciato che Sequoia Capital avrebbe messo a disposizione 4,7 milioni di dollari per il futuro sviluppo di Humble Indie Bundle.
Una squadra di circa 10 persone fu assunta per la gestione dell'Humble Bundle, ed ora lavorano assieme agli sviluppatori per determinare il calendario e la disponibilità dei giochi e per decidere quali includere nei Bundles. Tipicamente le decisioni vengono completate un mese prima dell'inizio del periodo di vendita. La società Humble Bundle riceve circa il 15% del totale dei ricavi, percentuale che viene utilizzata per pagare i costi tecnici, principalmente di banda, e per lo sviluppo di nuove funzionalità per il sito.

## Analisi

### Successo
La prima promozione fu considerata un successo. Rosen dichiarò che consideravano il traguardo di un milione di dollari l'obiettivo più ottimistico, ma non appena l'offerta cominciò fu immediatamente chiaro che era più che possibile. Rosen attribuì in seguito parte del successo allo scrittore di Ars Technica Mike Thomspon, affermando che egli "vide immediatamente il potenziale" del Bundle in un articolo scritto per il sito appena prima che cominciasse il periodo dell'offerta.
Come conseguenza del successo dell'Humble Bundle, altri gruppi hanno avviato piani "paga quello che vuoi" per altri videogiochi indipendenti, per esempio "Indie Gala", "Indie Royale" e "Little Big Bunch".
PC Gamer ha nominato il gruppo di Wolfire, nel ruolo di fondatori dell'Humble Indie Bundle, come eroi della comunità per il loro supporto al mercato dei videogiochi indipendenti.

### Pirateria
Nonostante la possibilità di acquistare i videogiochi a un prezzo bassissimo, Wolfire Games stima che il 25% dei download tracciabili per il primo Humble Bundle provenissero da collegamenti messi a disposizione in alcuni forum che eludevano la schermata di pagamento, si trattava quindi di pirateria software. Wolfire sostiene inoltre che ulteriori copie piratate vennero diffuse attraverso BitTorrent.